# Distrito electoral de Berlin (condado de Otoe, Nebraska)
Berlin (en inglés: Berlin Precinct) es un distrito electoral ubicado en el condado de Otoe en el estado estadounidense de Nebraska. En el Censo de 2010 tenía una población de 242 habitantes y una densidad poblacional de 2,6 personas por km².

## Geografía
Berlin se encuentra ubicado en las coordenadas 40°44′5″N 96°3′23″O / 40.73472, -96.05639. Según la Oficina del Censo de los Estados Unidos, Berlin tiene una superficie total de 93.23 km², de la cual 92.79 km² corresponden a tierra firme y (0.48%) 0.45 km² es agua.

## Demografía
Según el censo de 2010, había 242 personas residiendo en Berlín. La densidad de población era de 2,6 hab./km². De los 242 habitantes, Berlin estaba compuesto por el 99.17% blancos y el 0.83% pertenecían a dos o más razas.